# Złoty Stok (stacja kolejowa)
Złoty Stok – nieczynna stacja kolejowa w Złotym Stoku, w Polsce, w województwie dolnośląskim, w powiecie ząbkowickim. Stacja została otwarta w dniu 3 listopada 1900 roku razem z linią kolejową z Kamieńca Ząbkowickiego. Do 1989 roku był na niej prowadzony ruch osobowy. W 1997 roku powódź tysiąclecia zniszczyła most nad Nysą Kłodzką w Byczeniu, w wyniku czego został zawieszony ruch towarowy. Most nie został odbudowany. W 1998 roku tory zostały rozebrane.